# Vehbi Akdağ
Vehbi Akdağ (n. 1 ianuarie 1949, Tokat, Turcia – d. 23 iunie 2020, Tokat, Turcia) a fost un luptător ce a reprezentat Turcia, medaliat olimpic. A participat la două ediții ale Jocurilor Olimpice (1968, 1972) în care a câștigat o medalie de argint.